# ديفيد رامزي ستيل
ديفيد رامزي ستيل (بالإنجليزية: David Ramsay Steele)‏ هو اقتصادي بريطاني، ولد في القرن العشرين.